# Agilbert

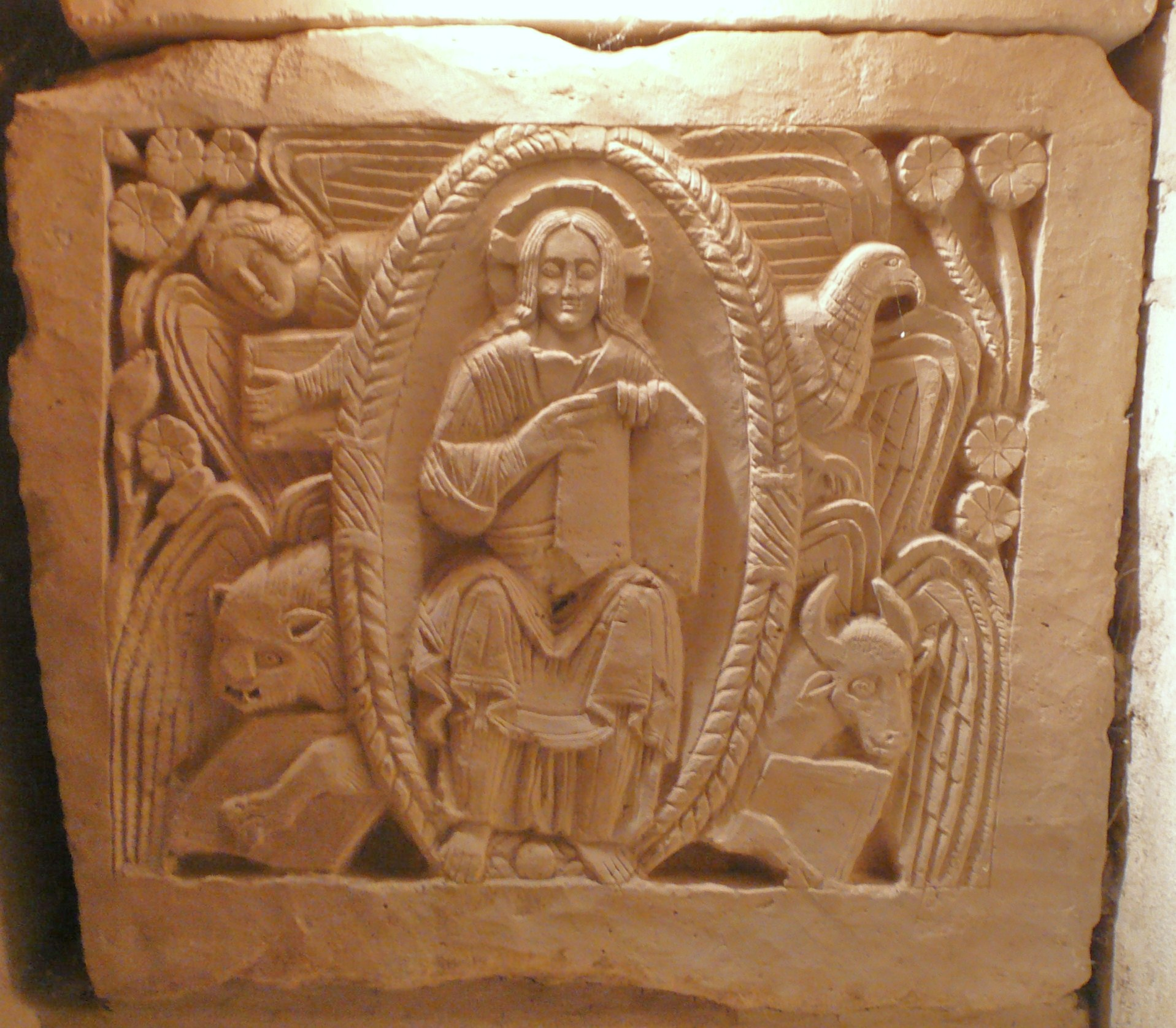
Detail Agilbertova sarkofágu

Svatý Agilbert nebo též Egilbert († kolem roku 680) byl misionářem mezi Sasy a pařížským biskupem. Naposledy je doložen roku 673.
Byl pohřben v opatství Jouarre, kde byla abatyší jeho sestra Theodechildis. Jeho svátek se slaví 11. října.